# Piotr Birecki
Piotr Jan Birecki (ur. 17 stycznia 1972 w Chełmży) – polski historyk sztuki, doktor habilitowany nauk humanistycznych, wykładowca Uniwersytetu Mikołaja Kopernika w Toruniu.

## Życiorys
W 1995 ukończył studia na kierunku historia sztuki w Uniwersytecie Warszawskim. Studiował także ochronę dóbr kultury na Wydziale Sztuk Pięknych UMK w Toruniu. W 2005 na UMK uzyskał doktorat na podstawie napisanej pod kierunkiem prof. Jana Harasimowicza pracy pt. „Sztuka protestancka na ziemi chełmińskiej od 2 poł. XVI do 1 ćw. XVIII wieku”. Od 1995 do 2000 był adiunktem w Muzeum Okręgowym w Toruniu. Następnie został adiunktem w Instytucie Zabytkoznawstwa i Konserwatorstwa Uniwersytetu Mikołaja Kopernika w Toruniu. W 2016 na Wydziale Nauk Humanistycznych Katolickiego Uniwersytetu Lubelskiego Jana Pawła II uzyskał stopień doktora habilitowanego nauk humanistycznych w zakresie historii sztuki (tytuł pracy: Budownictwo ewangelickie w Prusach Zachodnich. Relacje między państwem a Kościołem ewangelicko-unijnym).
Opublikował m.in.: Dzieje sztuki w Chełmży, Monografia artystyczna miasta, Chełmża 2001; Dźwierzno. Z dziejów wsi i kościoła, Chełmża 2001; Kiełbasin. Z dziejów wsi i parafii, Chełmża 2002; Z dziejów kościoła św. Katarzyny Aleksandryjskiej w Golubiu, Golub 2005; Złotoria. Z dziejów wsi i parafii, Złotoria 2006; Linowo. Z dziejów wsi i parafii, Linowo 2006; Sztuka luterańska na ziemi chełmińskiej od 2 poł. XVI do 1 ćw. XVIII w., Warszawa 2007; Gmina Wielka Nieszawka. Szkice z dziejów, Wielka Nieszawka 2010; Gmina Chełmża. Szkice z dziejów, Chełmża 2010; Chełmża. Kultura w dziejach miasta, Chełmża 2010; Sztuka Torunia w czasie okupacji hitlerowskiej 1939–1945, Toruń 2011; Kościół ewangelicki św. Trójcy w Toruniu, Toruń 2013; Budownictwo ewangelickie w Prusach Zachodnich. Relacje między państwem a Kościołem ewangelicko-unijnym, Toruń 2014.
Otrzymał wiele nagród i odznaczeń, m.in. I Nagrodę w Konkursie im. dr Katarzyny Cieślak w Gdańsku dla młodych badaczy sztuki Pomorza, nagrody Rektora UMK IV stopnia za działalność naukową i administracyjną, Brązowy (2009) i Srebrny (2021) Krzyż Zasługi.